# Шахри-Бахлол
Шахри-Бахлол — маленький разрушенный фортификационный город, который находится недалеко от доисторического монастыря Тахти-Бахи в пакистанской провинции Хайбер-Пахтунхва. Он расположен в 70 км от Пешавара.
Это культурно-исторический буддистский памятник раннего 1-го столетия вместе с Тахти-Бахи входит с 1980 года в список всемирного культурного наследия ЮНЕСКО. Здесь находились статуи Будды. Неподалёку были найдены монеты и другие артефакты. Название города происходит от имени известного религиозного руководителя этого региона Sir Bahlol.
Это место можно узнать по большому валу, который окружён крестьянскими полями. Крестьяне часто находят на полях исторические предметы, которые так и не попадают в руки археологам.